# Guttaviridae
Guttaviridae es una familia de virus ADN que infectan arqueas. Actualmente sólo hay dos especies en esta familia, divididas en 2 géneros. El nombre se deriva del latín gutta, que significa "gota". Tienen un genoma ADN bicatenario y por lo tanto pertenecen al Grupo I de la Clasificación de Baltimore. La especie tipo es Sulfolobus virus SNDV. 

## Estructura
Los virus de la familia Guttaviridae están envueltos. El diámetro es de alrededor de 70-95 nm, con una longitud de 110-185 nm. Los genomas son circulares, alrededor de 20kb de longitud y de segmentación monopartita. Los viriones consisten en una capa, un núcleo, una nucleocápside, y fibras salientes en el extremo puntiagudo. La superficie del virión tiene un patrón de superficie acanalado como una colmena con protuberancias que están densamente cubiertas por una "barba" de fibras largas en su extremo puntiagudo. El genoma está fuertemente metilado.
La forma del virión no tiene ninguna relación conocida con otros virus. Sin embargo, algunos otros virus de arqueas también tienen formas inusuales, lo que puede indicar que dicha morfología es una forma antigua que no está representada entre los virus que infectan eucariotas y otros procariotas.

## Ciclo de vida
La transcripción con ADN es el método de transcripción. La replicación se produce en el citoplasma. Las arqueas sirven como anfitriones naturales.